# Riviera delle Palme (Marche)
La Riviera delle Palme è un tratto di costa marchigiana, che si affaccia sul Medio Adriatico, che va dalla foce del torrente Menocchia  a quella del Tronto, passando per Cupra Marittima, Grottammare e San Benedetto del Tronto. Rappresenta un'importante realtà turistica regionale sia per numero di strutture ricettive sia per presenze. Il nome le viene dalla presenza di migliaia di palme, in prevalenza delle specie Phoenix canariensis, Washingtonia e P. sylvestris.

## Geografia
La Riviera delle Palme è situata nella parte meridionale delle Marche, in provincia di Ascoli Piceno, è un tratto di costa che si affaccia sul mare Adriatico, lungo oltre 18 km, sviluppa una conurbazione priva di interruzioni dalla foce del torrente Menocchia al fiume Tronto.
È caratterizzata da coste basse e rettilinee con fondali bassi e sabbiosi, con conformazione di collina litoranea, con un livello di altitudine compreso fra 4 m s.l.m. della fascia costiera ai 494 m s.l.m. della fascia collinare. Si affacciano sul mare Cupra Marittima, Grottammare e San Benedetto del Tronto. Si trovano invece nell'entroterra collinare Acquaviva Picena, Monteprandone, Offida e Ripatransone.

## Storia

### La Riviera delle Palme
La Riviera delle Palme intesa come area turistica attrezzata ha la sua origine a San Benedetto del Tronto, la principale località della Riviera, nel 1865 apriva a uso pubblico il primo “Stabilimento di Bagni Marini”. Nel 1928 San Benedetto otteneva il riconoscimento di Stazione di Cura, soggiorno e turismo, prima località balneare delle Marche, nello stesso periodo nacque l’Azienda Autonoma di Soggiorno e Turismo di San Benedetto del Tronto che diede l'incarico all'ingegnere Luigi Onorati di progettare e realizzare la zona turistica della città, in modo da differenziarsi dalle altre località di villeggiatura. Il progetto conclusivo prevedeva un elevato numero di palme che caratterizzavano i lunghi viali a mare. 

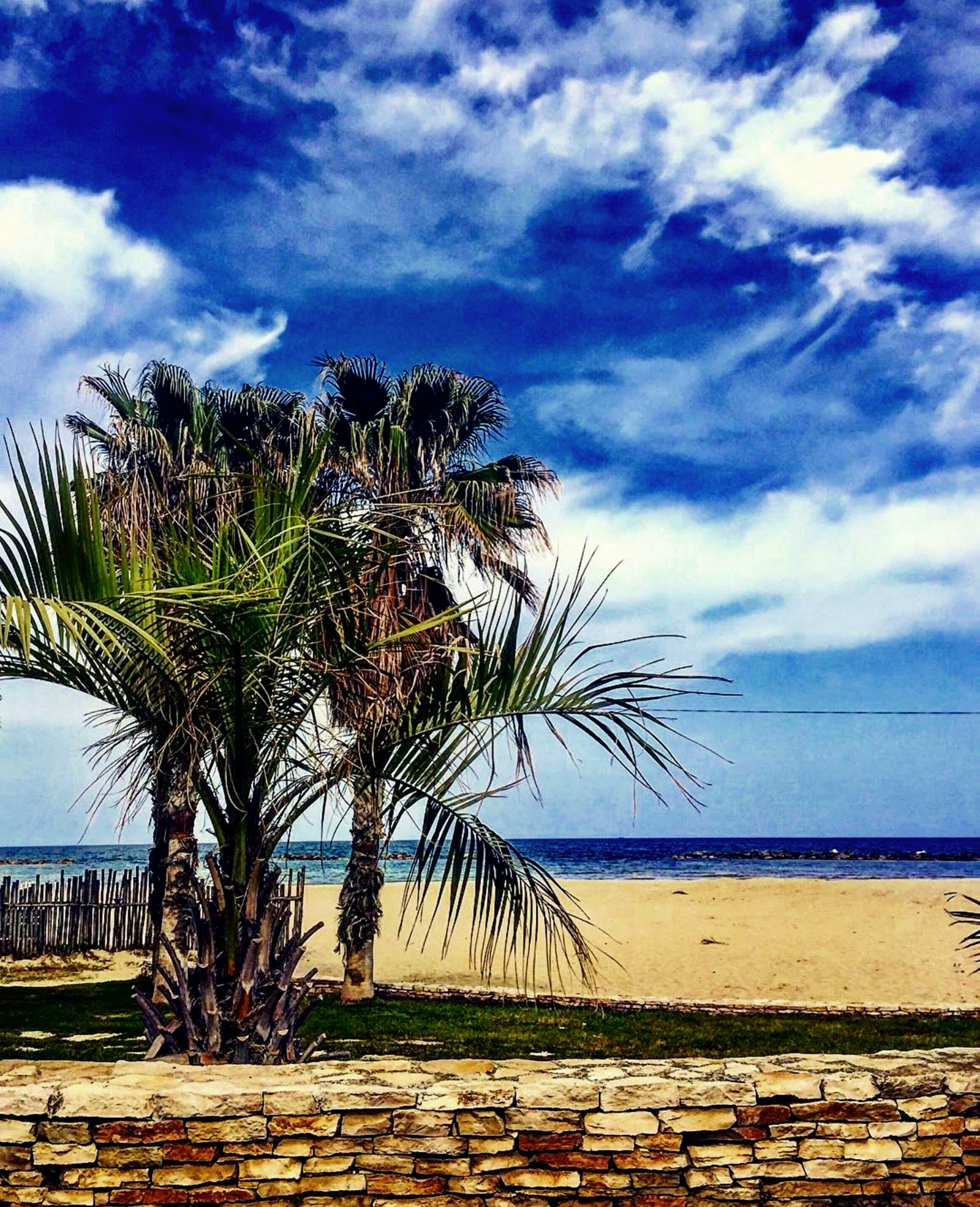
Oasi artificiale sul lungomare di San Benedetto del Tronto

Si cominciò a parlare di Riviera delle Palme, fin dagli anni trenta, dalla costruzione del lungomare, ma non fu mai istituita, all'epoca e nei decenni successivi, nessuna associazione o consorzio turistico con denominazione Riviera delle Palme. All'inizio degli anni ottanta la denominazione era prerogativa della sola San Benedetto del Tronto, a fine degli anni novanta si decise di far nascere il Consorzio Turistico Riviera delle Palme.

### Costituzione del "Consorzio Turistico Riviera delle Palme"
Costituitosi nell'anno 2000, il consorzio turistico "Riviera delle Palme" è nato come organo di informazione, promozione e valorizzazione del territorio a livello internazionale. Inizialmente costituito per la sola San Benedetto del Tronto e, successivamente per le vicine località balneari di Grottammare e Cupra Marittima, si decise di arricchire l'offerta balneare promuovendo importanti eventi culturali mettendo in risalto, accanto alla costa adriatica, anche le ricchezze dell'entroterra sambenedettese e del Piceno, con l'ingresso nel consorzio dei comuni di Offida, Monteprandone, Acquaviva Picena, Ripatransone, e, recentemente, anche del comune laziale di Accumoli (in provincia di Rieti).

### Principali località

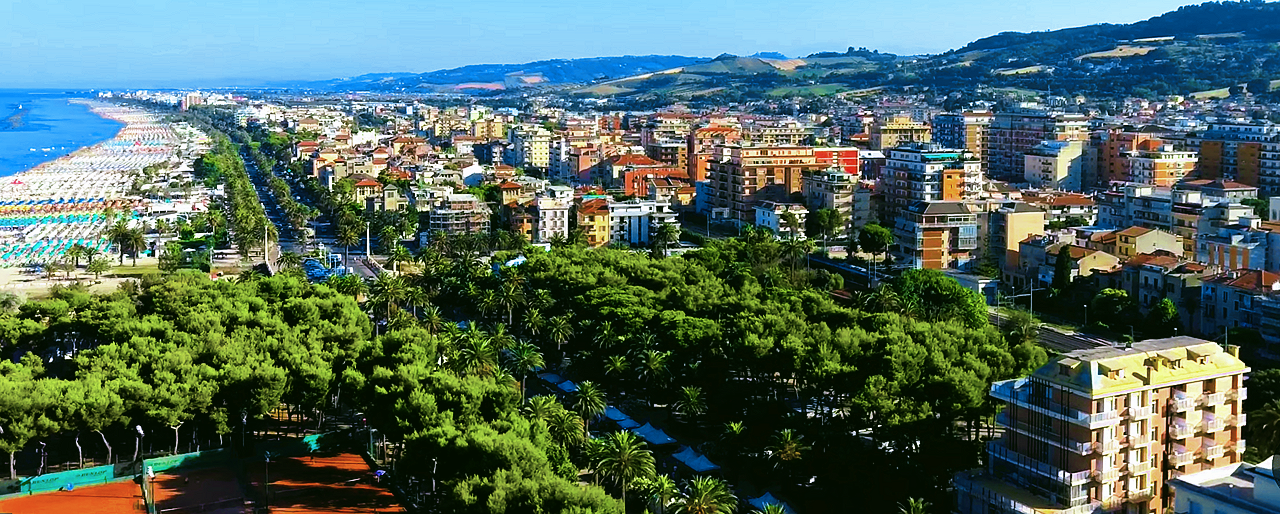
San Benedetto del Tronto; la spiaggia, parte della città e le colline circostanti

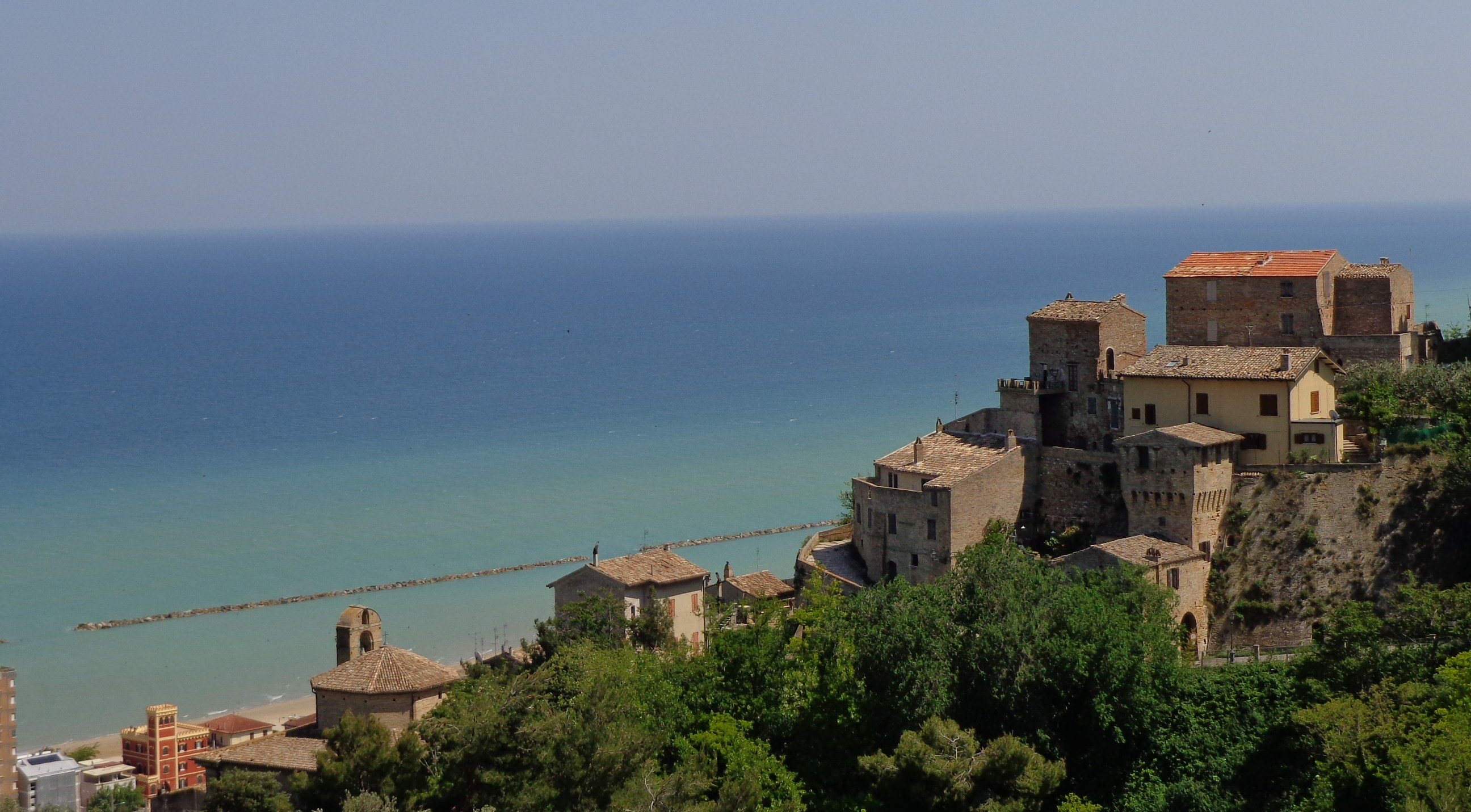
Grottammare, vista del paese alto

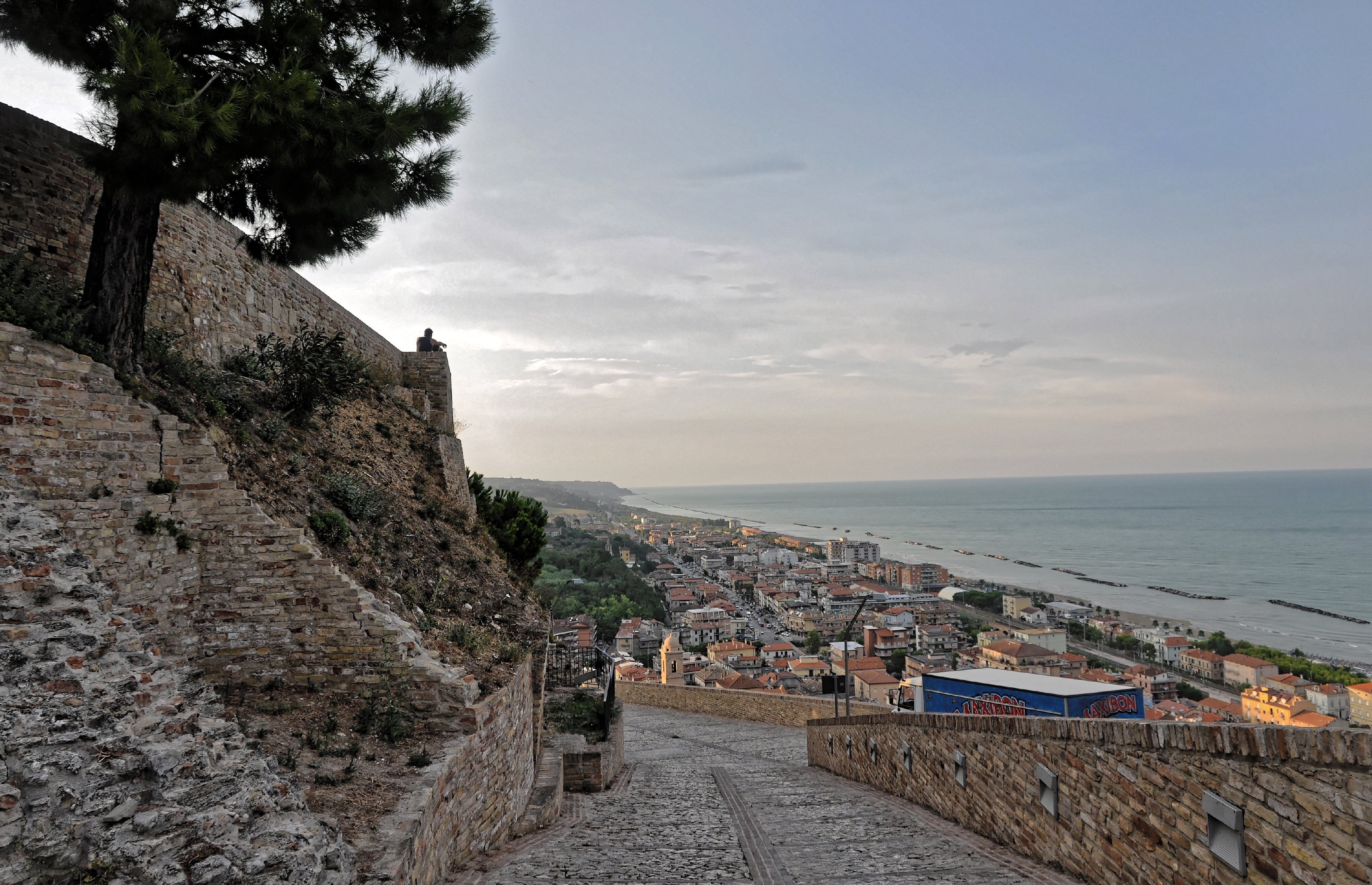
Cupra Marittima, vista da Marano

- San Benedetto del Tronto - È il comune litoraneo più meridionale delle Marche. Chiamata anche Riviera delle Palme, dicitura poi estesa anche alle località limitrofe della costa, richiama visitatori da ogni parte d'Italia e d'Europa; è una delle principali località turistiche delle Marche e del medio versante adriatico. Il Paese Alto, borgo antico della città, è caratterizzato dalla trecentesca esagonale Torre dei Gualtieri; il “torrione”, che attraverso il suo orologio scandisce le ore della giornata, è il simbolo della città.[7][8] Dotata di un porto peschereccio, turistico, con circa 1.000 posti barca e un mercato del pesce all’ingrosso, tra i più importanti d’Italia, San Benedetto è da sempre strettamente legata al mare e alla tradizione della marineria, di assoluta rilevanza è la cucina tipica locale, molteplici sono i piatti tipici di pesce fra cui il brodetto alla sambenedettese. Lungo tutto il molo sud del porto si sviluppa il MAM - Museo d'Arte sul Mare, un museo permanente all'aperto.[9][10] Fiore all'occhiello della città è il lungomare, per il portale virgilio.it quello di San Benedetto è uno dei lungomari più belli d'Italia.[11] Fu progettato dall'ingegner Luigi Onorati nel 1931 e fu inaugurato l'anno successivo.[12][13][14][15][16][17][18]La città si fregia del vessillo della Bandiera Blu[19] e Bandiera Verde.[20]
- Grottammare -  È una delle rinomate località turistiche della regione Marche, premiata più volte dal Touring Club Italiano con il riconoscimento Bandiera Blu.[21] Il fiore all'occhiello della città sono il suo lungo litorale, circa cinque chilometri, dove si trovano numerosi stabilimenti balneari attrezzati e il "Paese Alto" che ha ricevuto importanti riconoscimenti come quello tra I borghi più belli d'Italia.[22] Il lungomare di Grottammare è stato recentemente oggetto di lavori di restyling con l'ammodernamento della parte pedonale e l'aggiunta di una passeggiata con pista ciclabile che collega il litorale di Grottammare a quello di Cupra Marittima.[23][24][25]
- Cupra Marittima - Premiata più volte dal Touring Club Italiano con il riconoscimento Bandiera Blu, Cupra Marittima appartiene al comprensorio della Riviera delle Palme del basso litorale marchigiano.[26] Alle spalle della marina (il paese propriamente detto) si trovano tre colline: Sant’Andrea con l’omonima rocca, recentemente ristrutturata, Marano con l’incasato medievale, che costituisce il nucleo principale del paese, e Boccabianca.[27] La spiaggia di Cupra Marittima è sabbiosa e lunga oltre 2 chilometri, nella quale si trovano diversi stabilimenti balneari. Una lunga pista ciclabile attraversa il  lungomare e continua fino a Grottammare.[28] Fiore all'occhiello della cittadina è il Museo malacologico piceno, uno dei più importanti musei di conchiglie al mondo, grazie agli oltre 900.000 esemplari esposti e alle interessanti testimonianze di arte primitiva malacologica.[29]  Nel rilevante Sito archeologico di Cupra Marittima, sito a nord dell’abitato, è riconoscibile l’impianto urbano della città romana.[30]

### Altre località

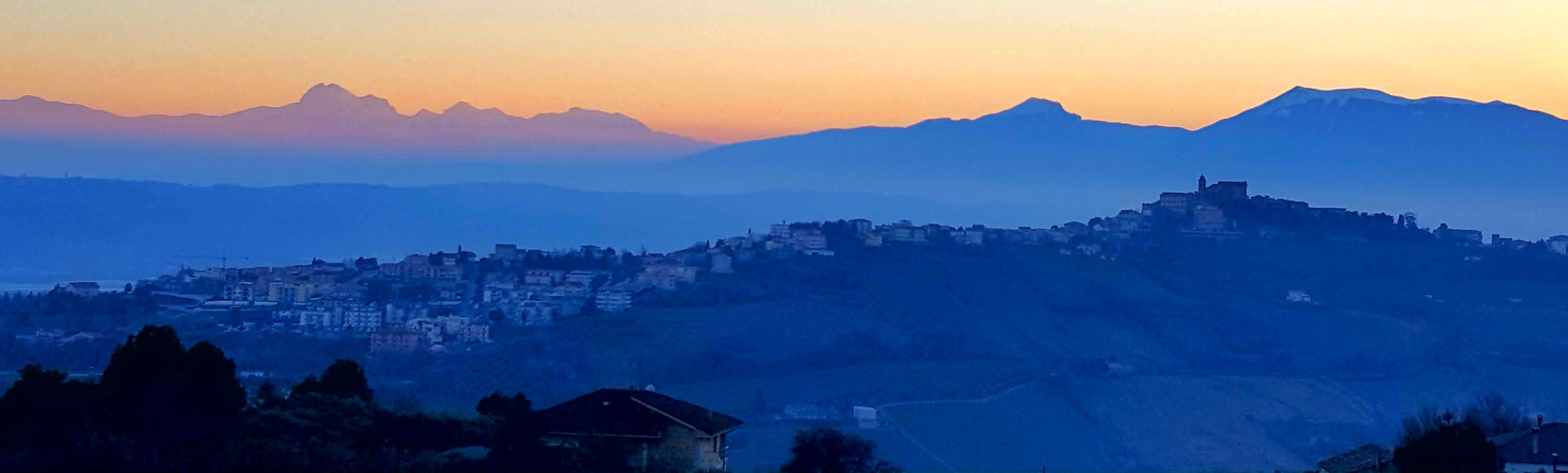
Monteprandone, sullo sfondo il massiccio del Gran Sasso (a sinistra) e i Monti Gemelli (a destra)

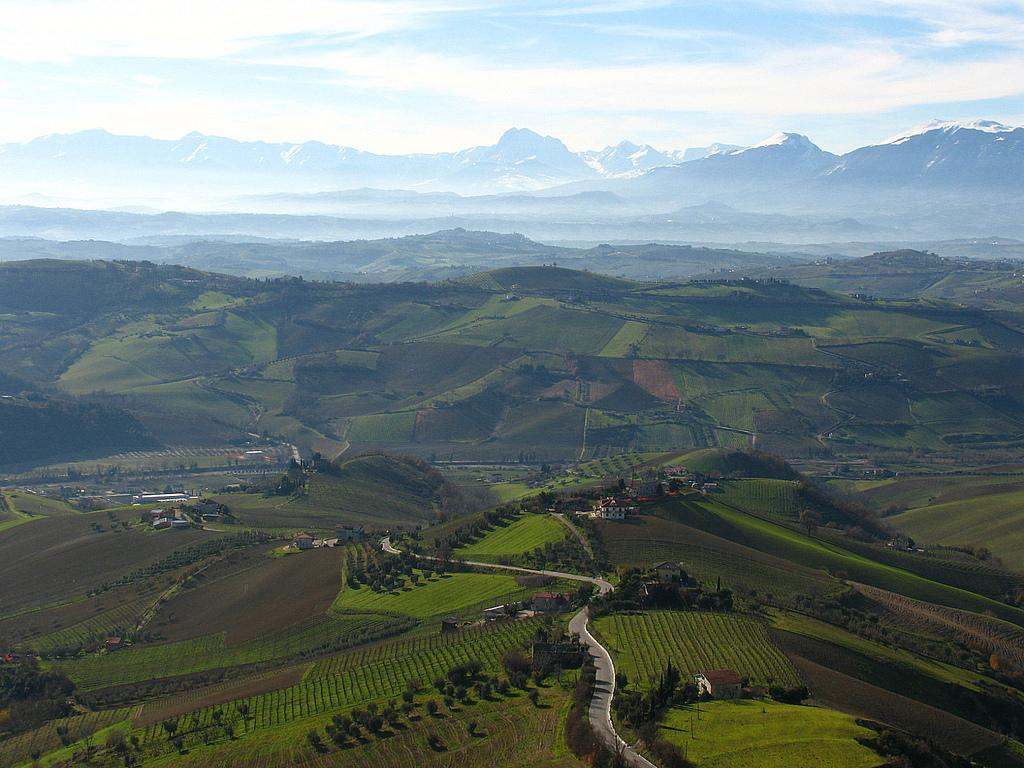
Vista panoramica da Ripatransone sulla campagna picena, sullo sfondo il massiccio montuoso del Gran Sasso

- Acquaviva Picena - Distante 5 km dalla spiaggia di San Benedetto del Tronto, a 359 m s.l.m., sorge, insignito della Bandiera arancione, il paese di Acquaviva Picena. Principale attrazione del paese è la Fortezza degli Acquaviva (XIII-XIV secolo).[31] Maestosa rocca medievale, fra le maggiori e meglio conservate delle Marche, riedificata nel Quattrocento da Baccio Pontelli.[32]
- Monteprandone - Posto nell'immediato entroterra di San Benedetto del Tronto, a soli 5 km dal mare Adriatico, sulla cresta di una breve dorsale che divide la valle del torrente Ragnola (a nord) da quella del fiume Tronto (a sud). Il paese sorge a  288 m s.l.m., dal quale si ammirano il mare Adriatico, l'ampia valle del Tronto, la Maiella, il Gran Sasso e i Monti Sibillini. Fra le tante attrazioni spicca la  Chiesa di San Nicola di Bari, detta anche Chiesa di San Niccolò.[33]
- Offida - Il paese situato nell'entroterra piceno si trova a un'altitudine di 293 m s.l.m., è entrata il 2 maggio 2008 nel club dei Borghi più belli d'Italia.[34] Fra le principali attrazioni vi sono resti di mura medievali con torri, mentre della rocca cinquecentesca restano un tratto di muraglia e due torrioni cilindrici. La Chiesa di Santa Maria della Rocca, aituata all'estremo occidentale dell'abitato, la costruzione in laterizio in stile romanico-gotico si deve al Maestro Albertino che la eresse nel 1330; il Teatro Serpente Aureo fu costruito nel 1820 su disegno di Pietro Maggi. Località molto apprezzata è stata più volte ambientazione di diverse fiction tra le quali Il grande Fausto e Rimbocchiamoci le maniche.[35]
- Ripatransone - Situato su un alto colle a 494 m s.l.m. a breve distanza dal mare Adriatico, denominata Belvedere del Piceno, per l'ampia visione panoramica che offre, è insignito della Bandiera arancione. Fra le attrazioni più apprezzate vi sono il vicolo più stretto d’Italia scoperto nel 1968, e l'ottocentesco Teatro Luigi Mercantini.[36][37]

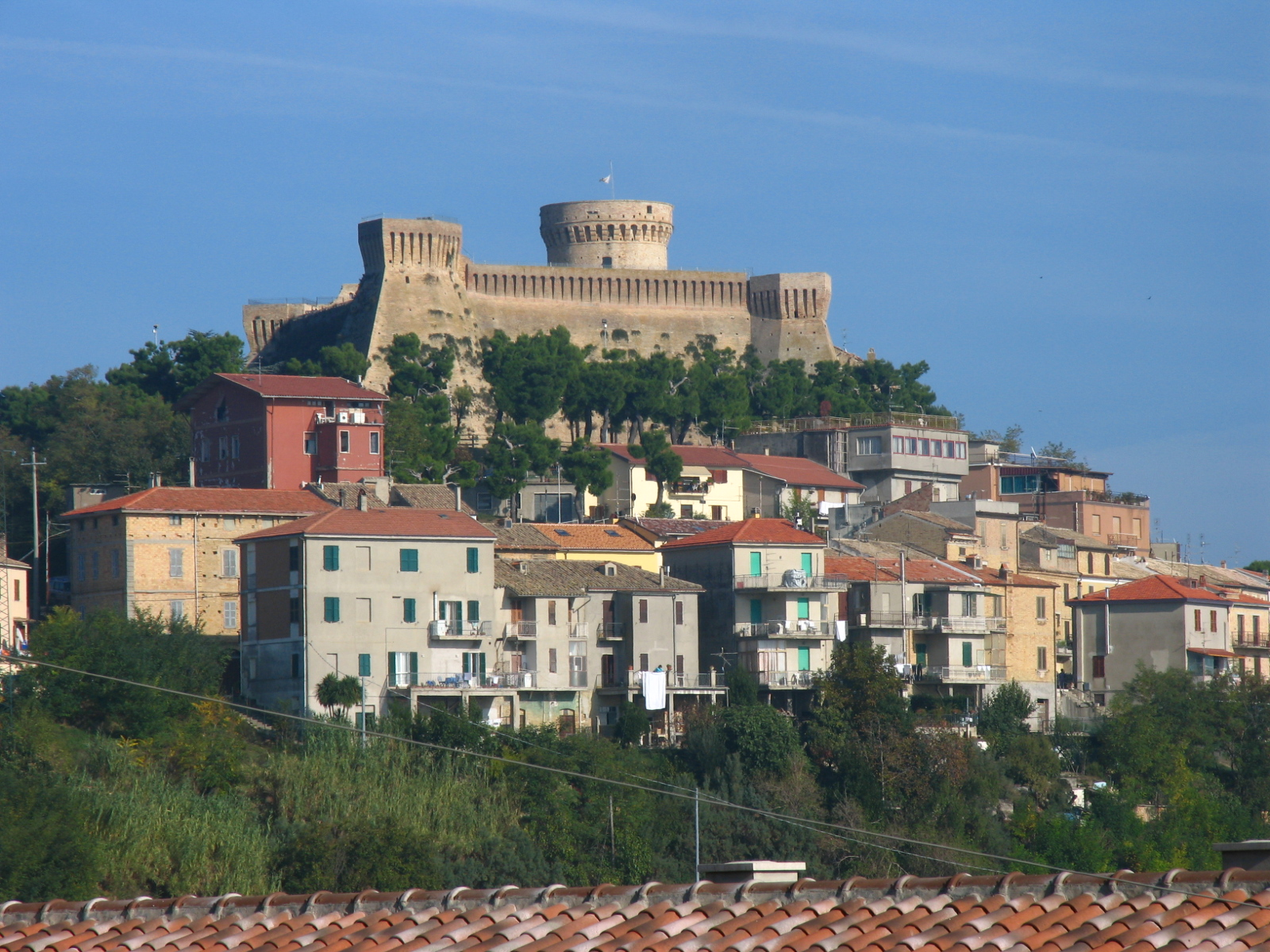
Acquaviva Picena
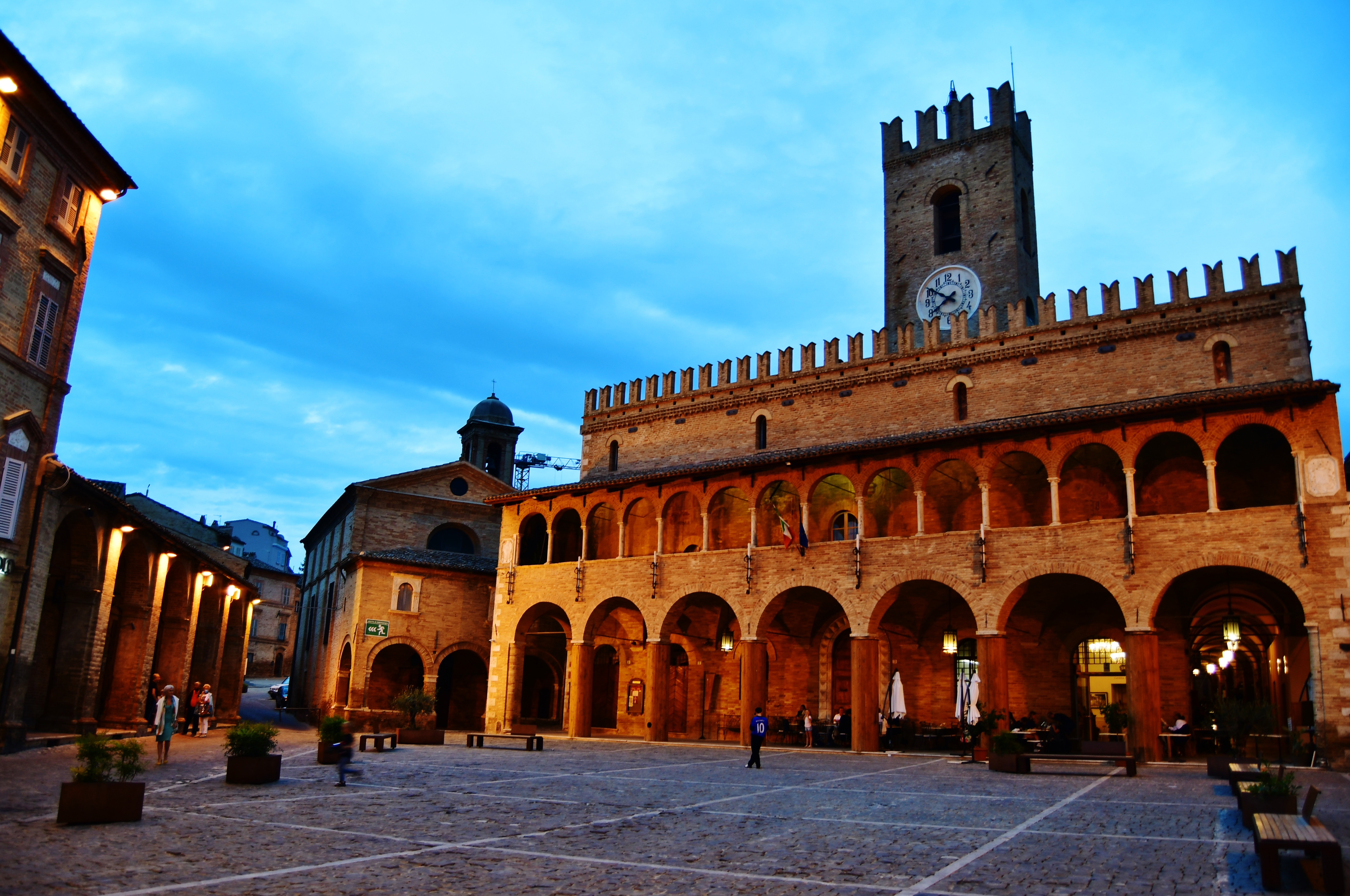
Offida
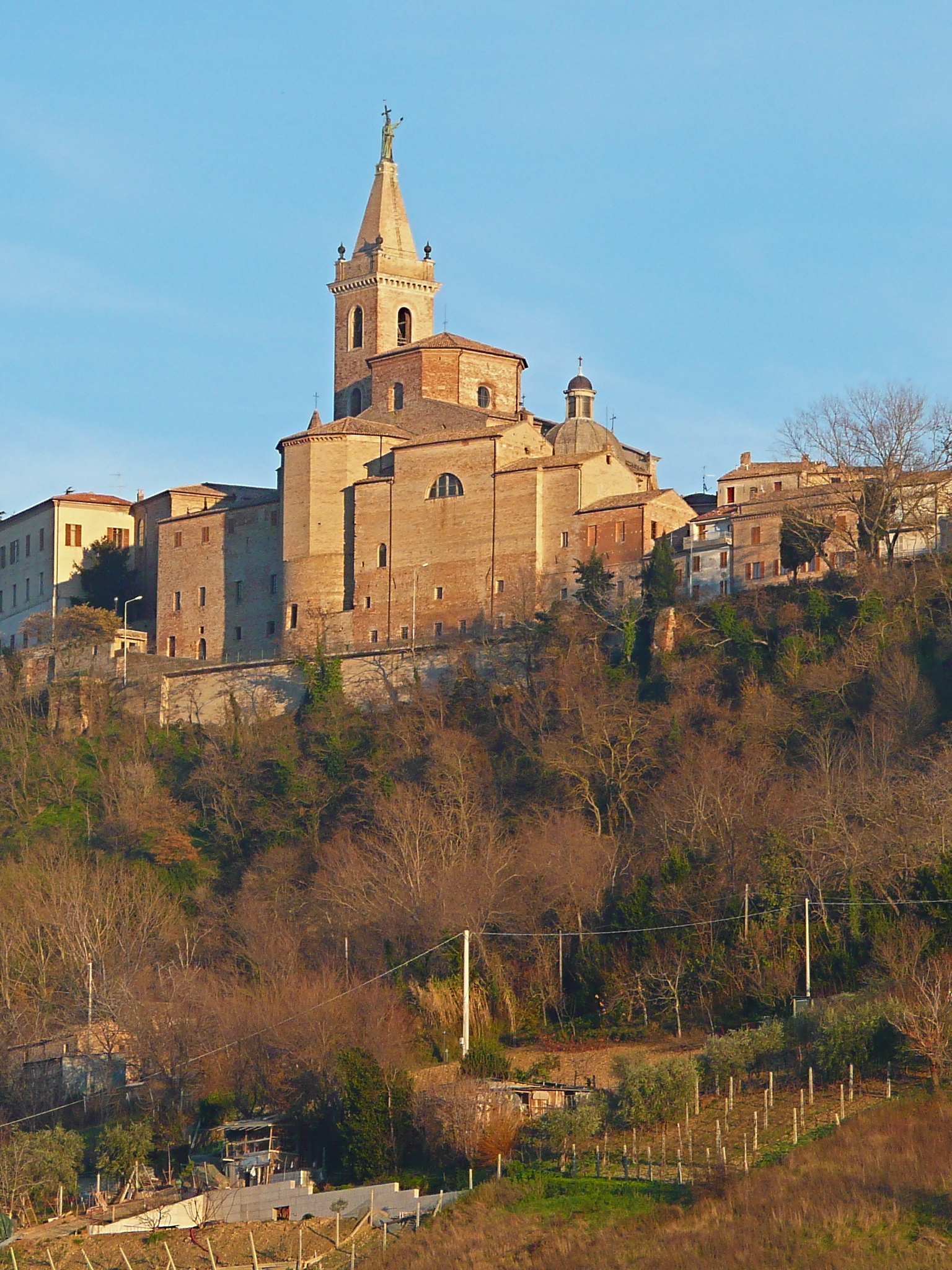
Ripatransone

## Aree naturali

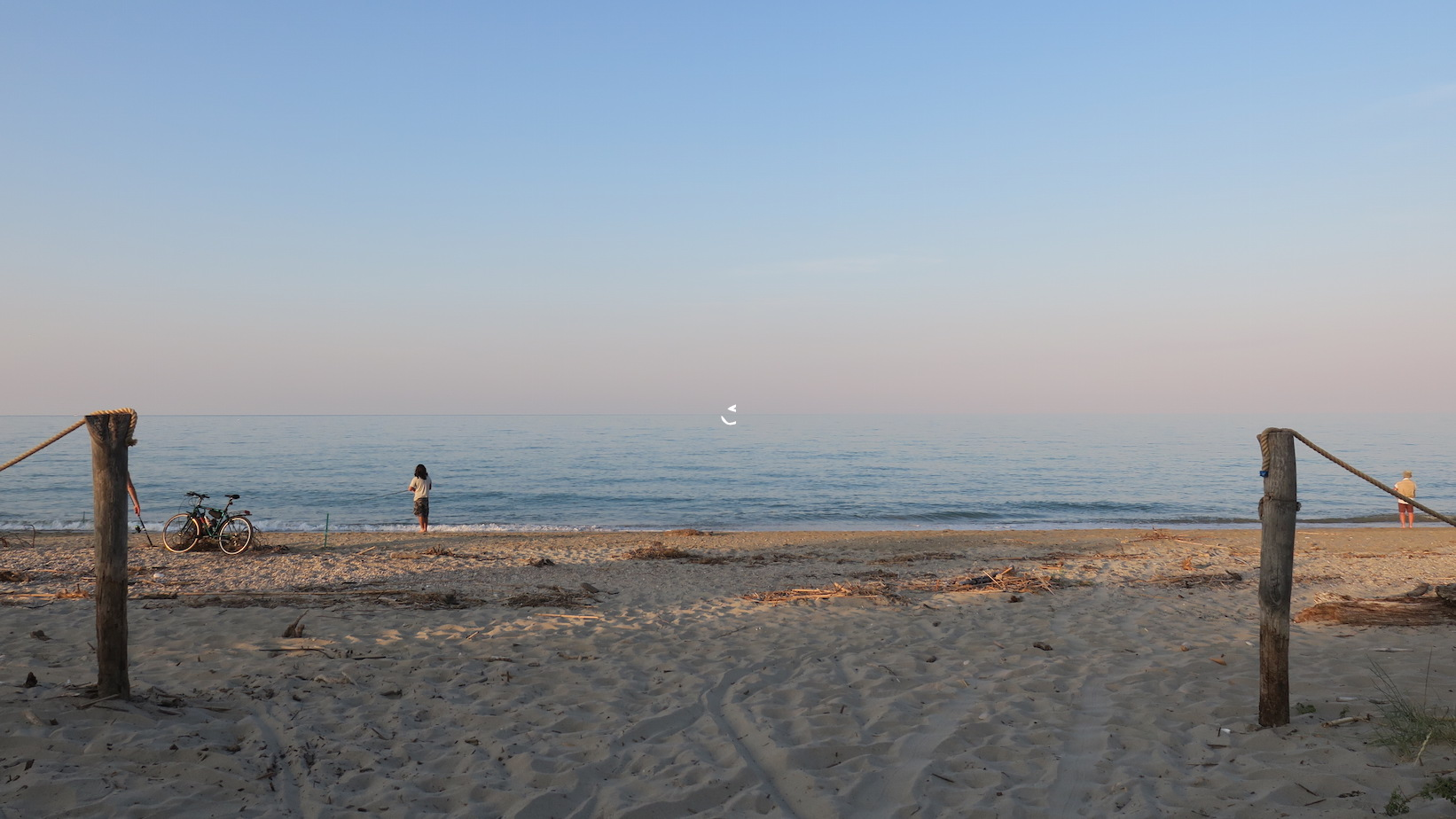
Scorcio della spiaggia presso la Sentina

- Riserva naturale regionale Sentina  è una area naturale protetta, situata alla foce del fiume Tronto all'interno del comune di San Benedetto del Tronto, ed ha un'estensione di 177,5 ettari nella quale sono presenti solo pochissimi edifici rurali e che, nonostante qualche zona coltivata e nonostante i tentativi di bonifica integrali effettuati nel passato, presenta una zona umida di grandissima importanza a livello biologico e aviofaunistico.[38]

## Luoghi d'interesse
- Città d'arte
  - Acquaviva Picena
  - Offida
  - Ripatransone
- Musei

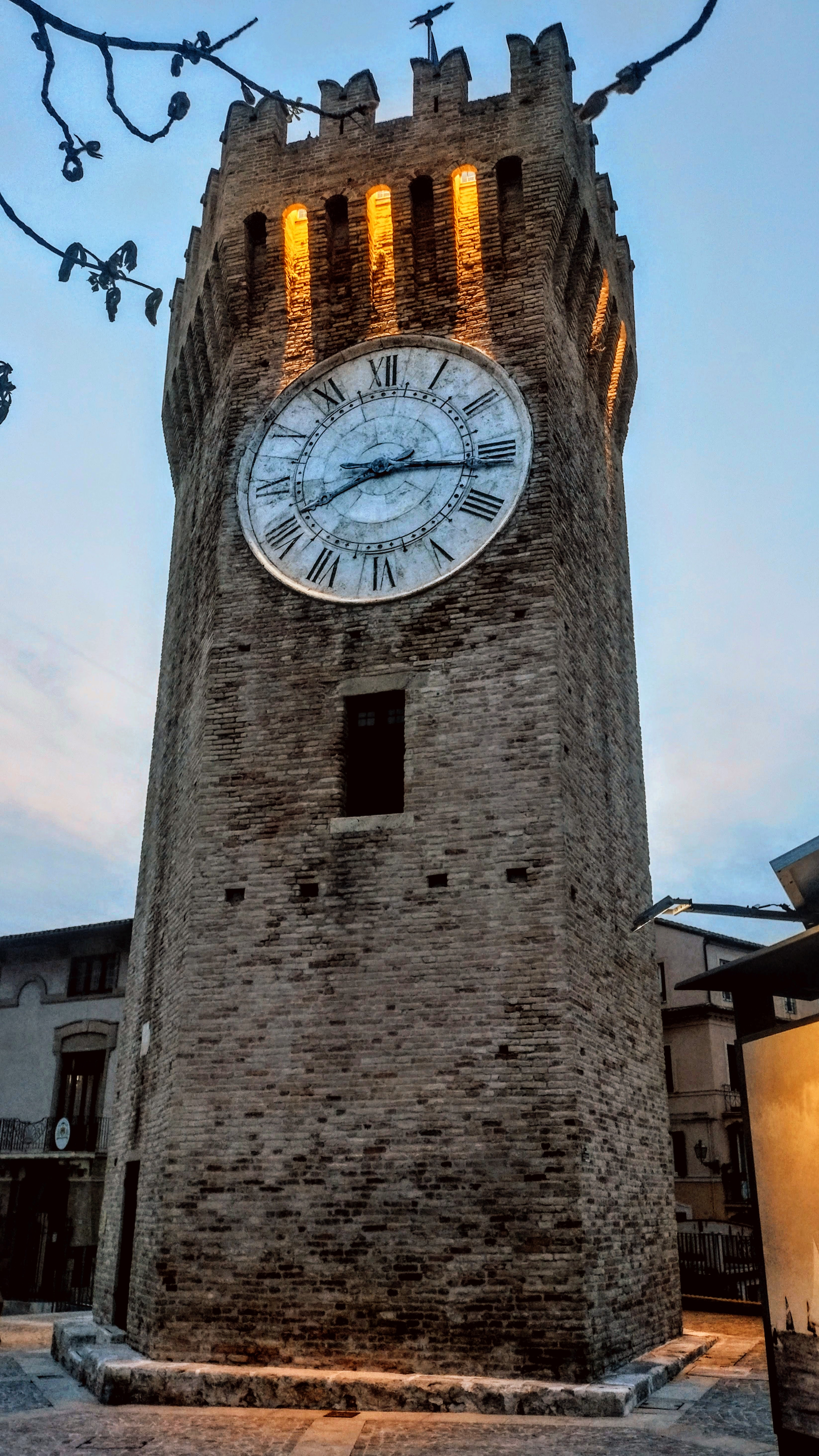
San Benedetto del Tronto, la Torre dei Gualtieri

  - Museo malacologico piceno a Cupra Marittima
  - Musei Civici a Grottammare
  - Museo del merletto a tombolo ad Offida
  - Museo civico di Ripatransone a Ripatransone
  - Museo civico archeologico Cesare Cellini a Ripatransone
  - Museo Ittico "Augusto Capriotti" a San Benedetto del Tronto
  - MAM - Museo d'Arte sul Mare a San Benedetto del Tronto
  - Museo del mare a San Benedetto del Tronto
- Chiese medievali
  - Chiesa di Santa Maria in Castello a Cupra Marittima
  - Chiesa di Santa Maria dei Monti a Grottammare
  - Chiesa di Santa Maria della Rocca ad Offida
  - Duomo di Ripatransone
  - Chiesa di San Benedetto Martire a San Benedetto del Tronto
- Altre testimonianze storico-artistiche
  - Fortezza degli Acquaviva ad Acquaviva Picena
  - Castello di Sant’Andrea a Cupra Marittima
  - Marano a Cupra Marittima
  - Parco Archeologico a Cupra Marittima
  - Borgo medievale a Grottammare
  - Mura di Monteprandone
  - La rocca cinquecentesca a Offida
  - Il vicolo più stretto d'Italia a Ripatransone
  - Teatro Luigi Mercantini a Ripatransone
  - Paese Alto a San Benedetto del Tronto
  - Torre dei Gualtieri a San Benedetto del Tronto
  - Villa Marittima a San Benedetto del Tronto

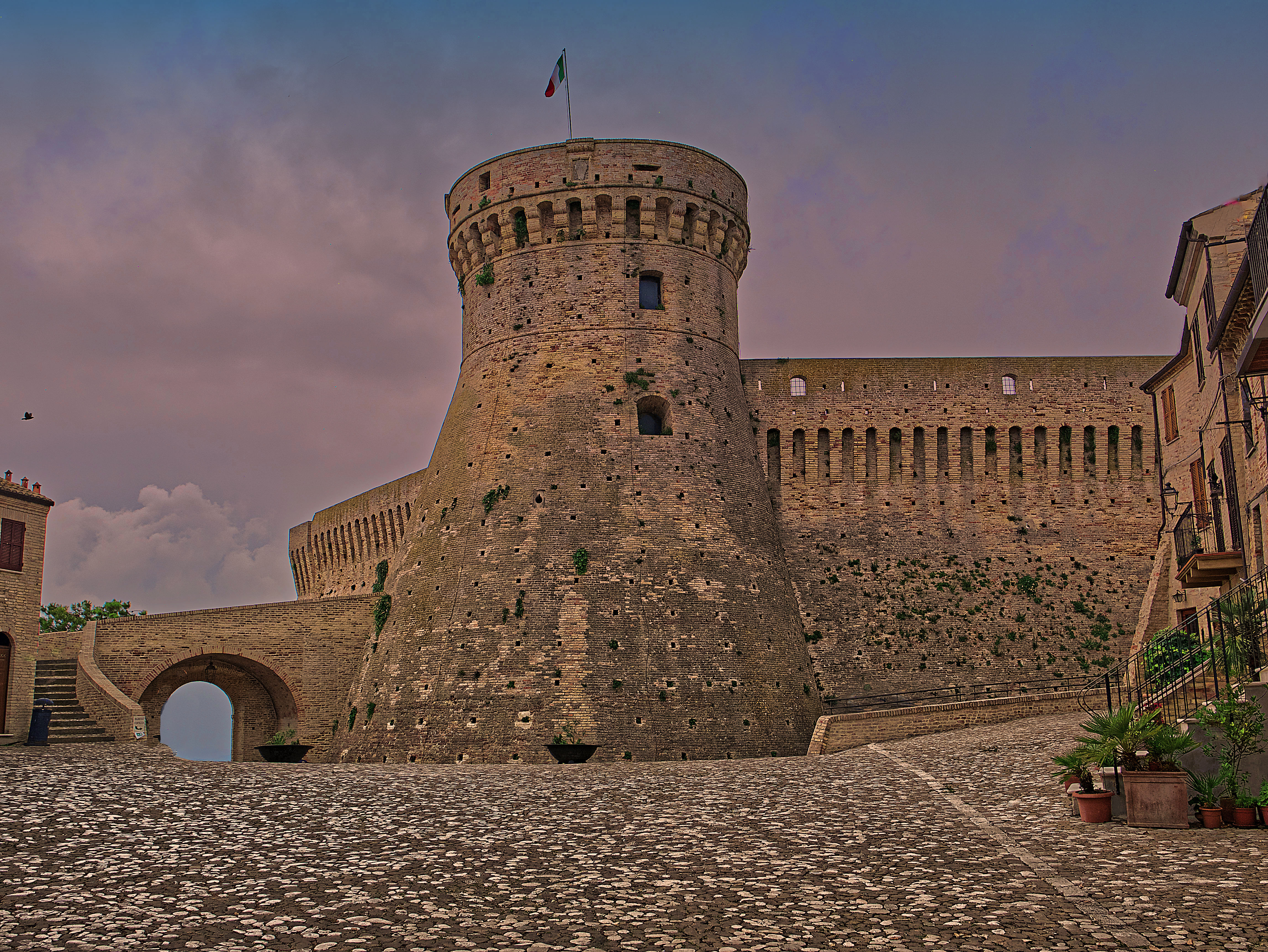
Acquaviva Picena, la Fortezza degli Acquaviva
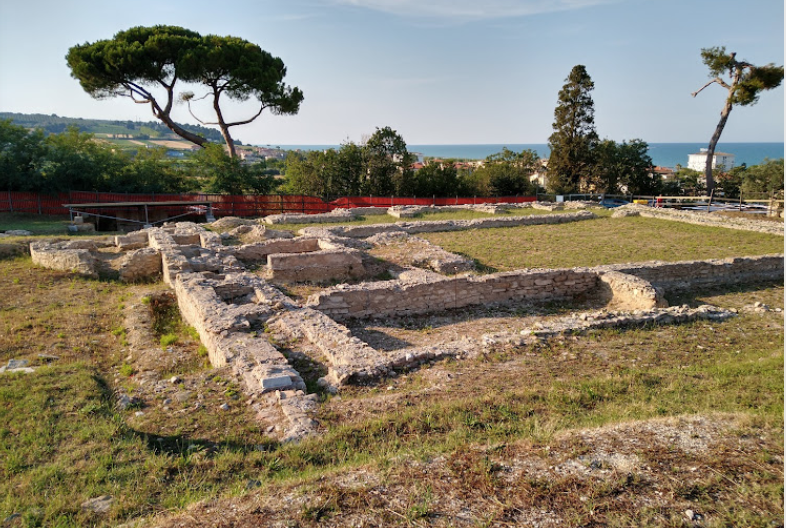
Cupra Marittima, scorcio del parco archeologico
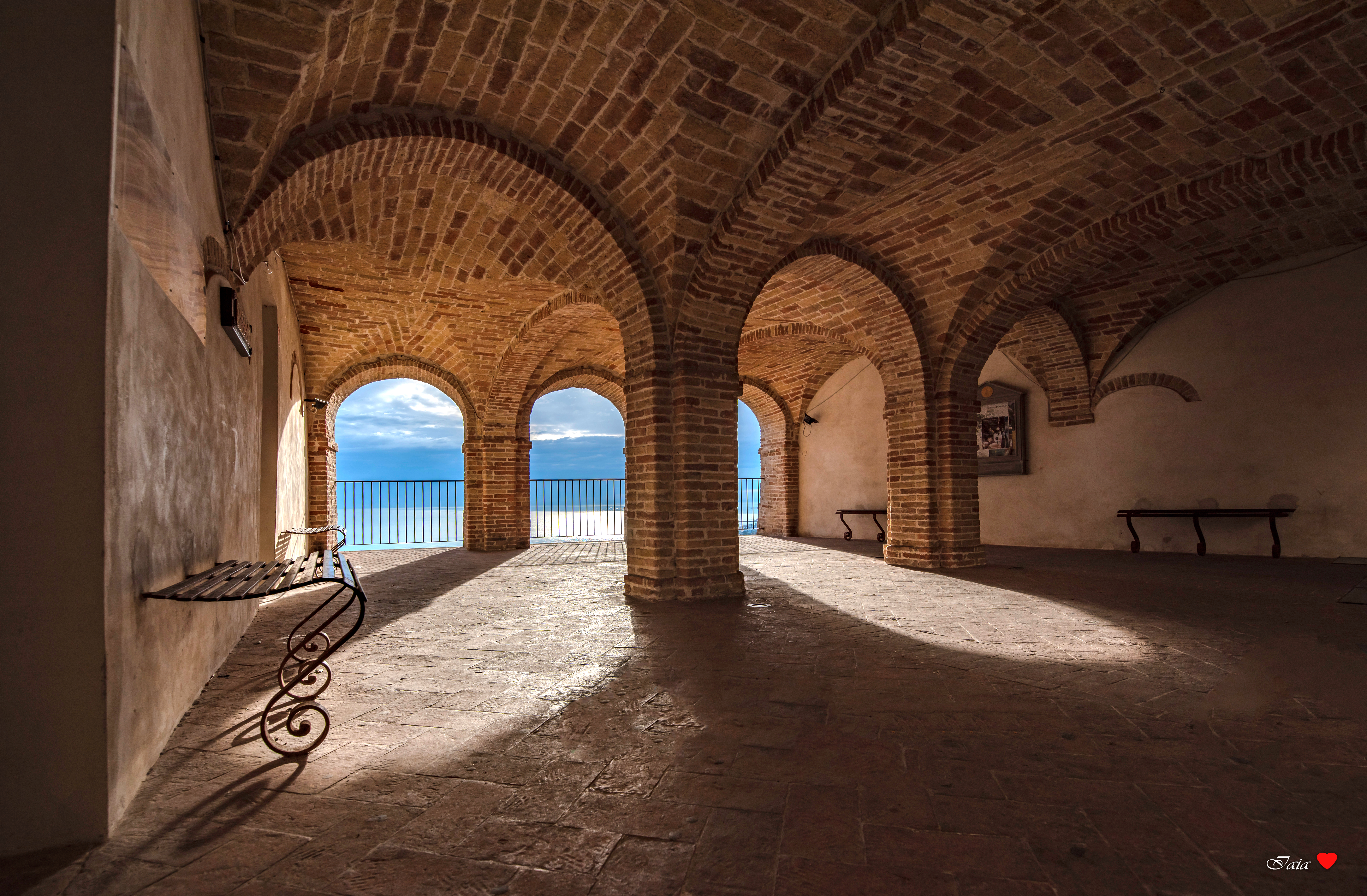
Grottammare, le logge del borgo medievale
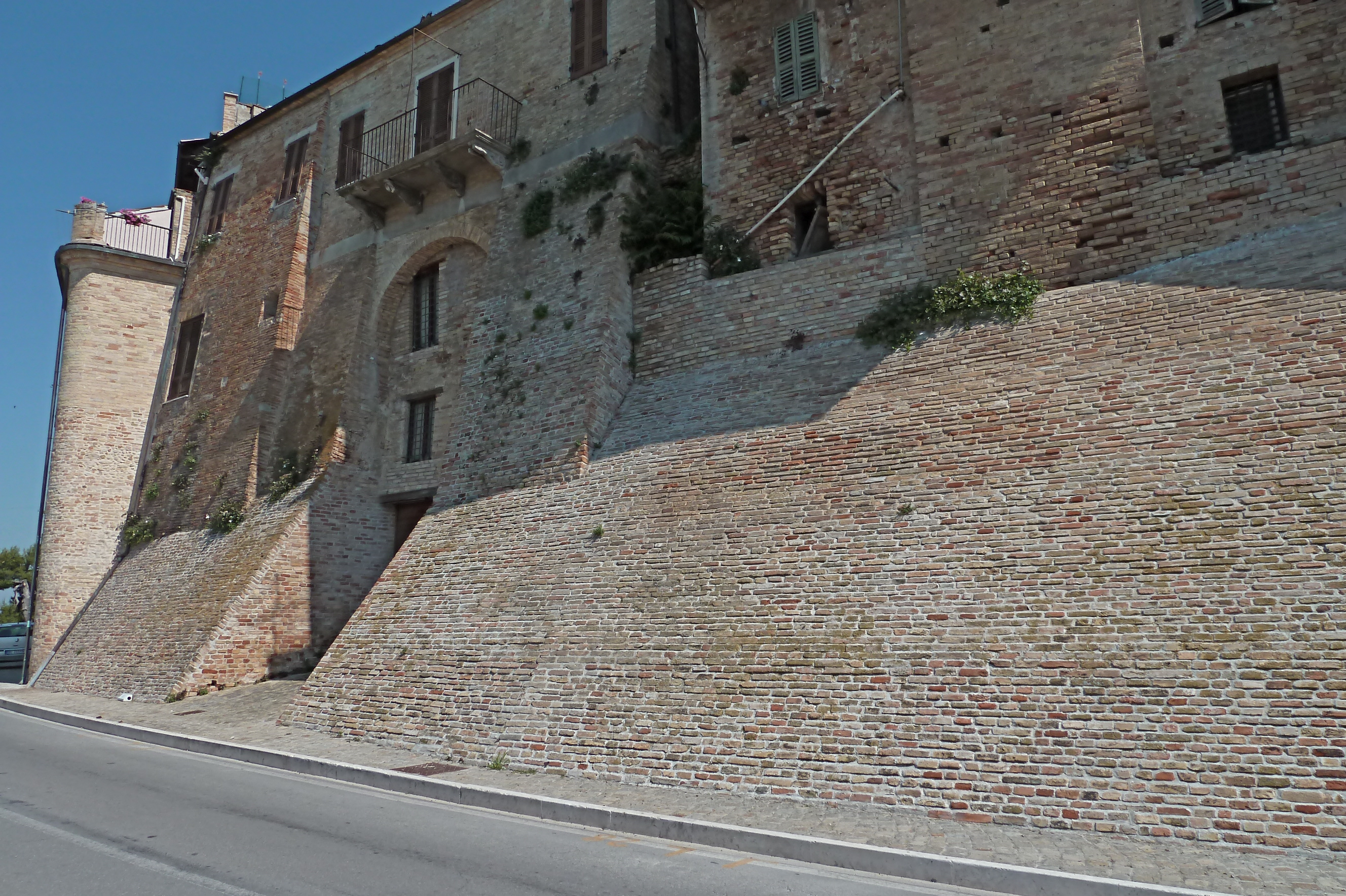
Monteprandone, le mura
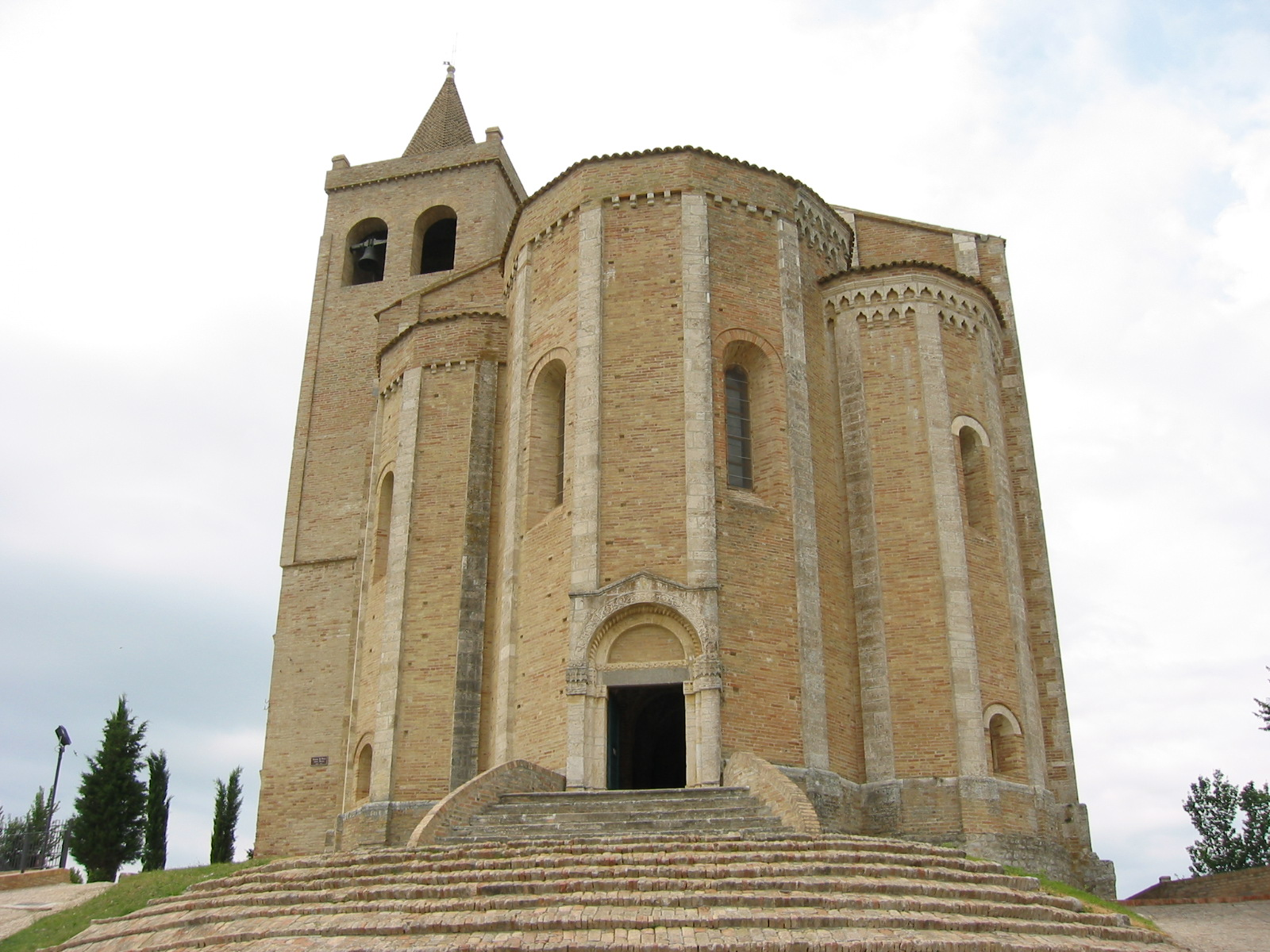
Offida, la Chiesa di Santa Maria della Rocca
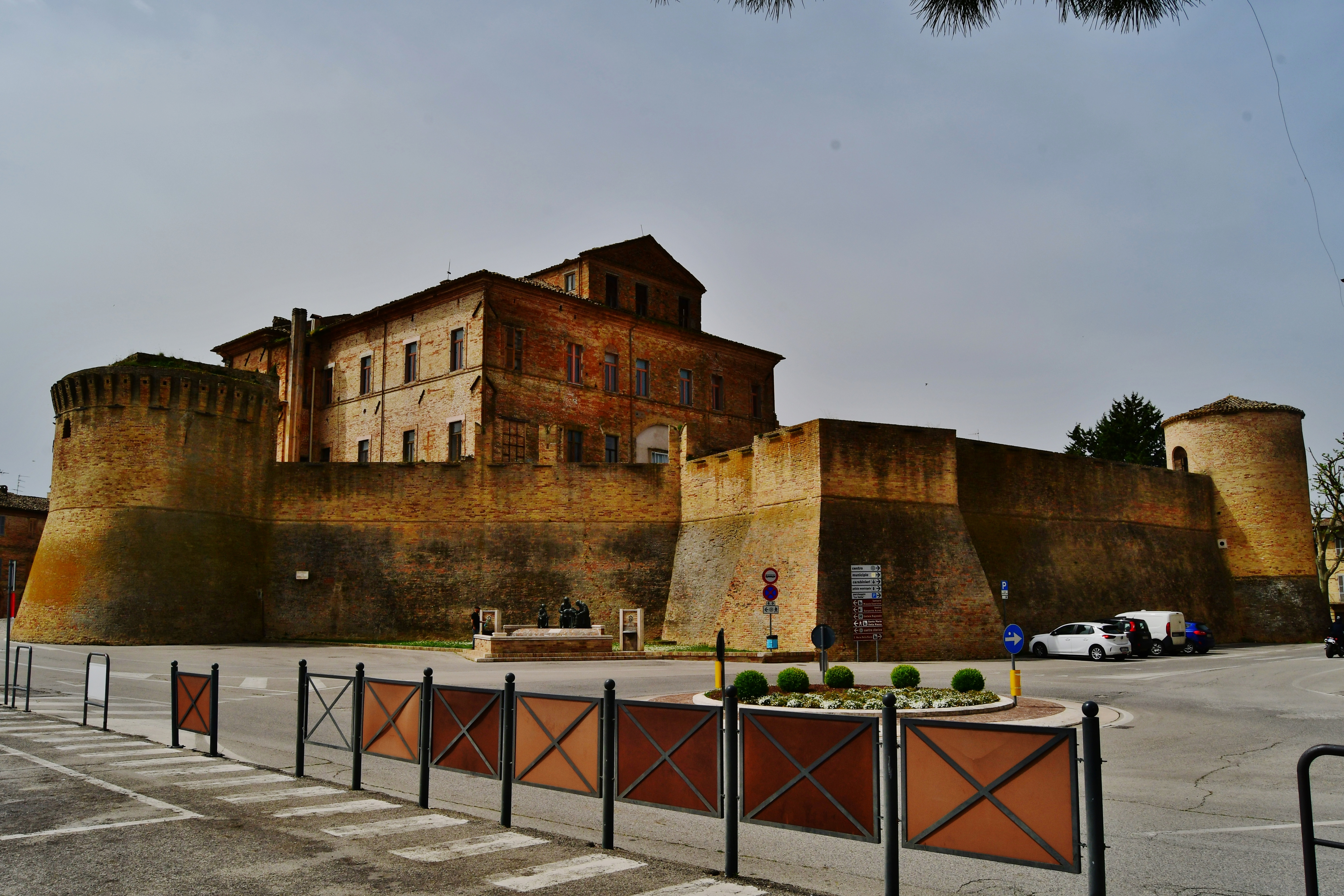
Offida, la rocca
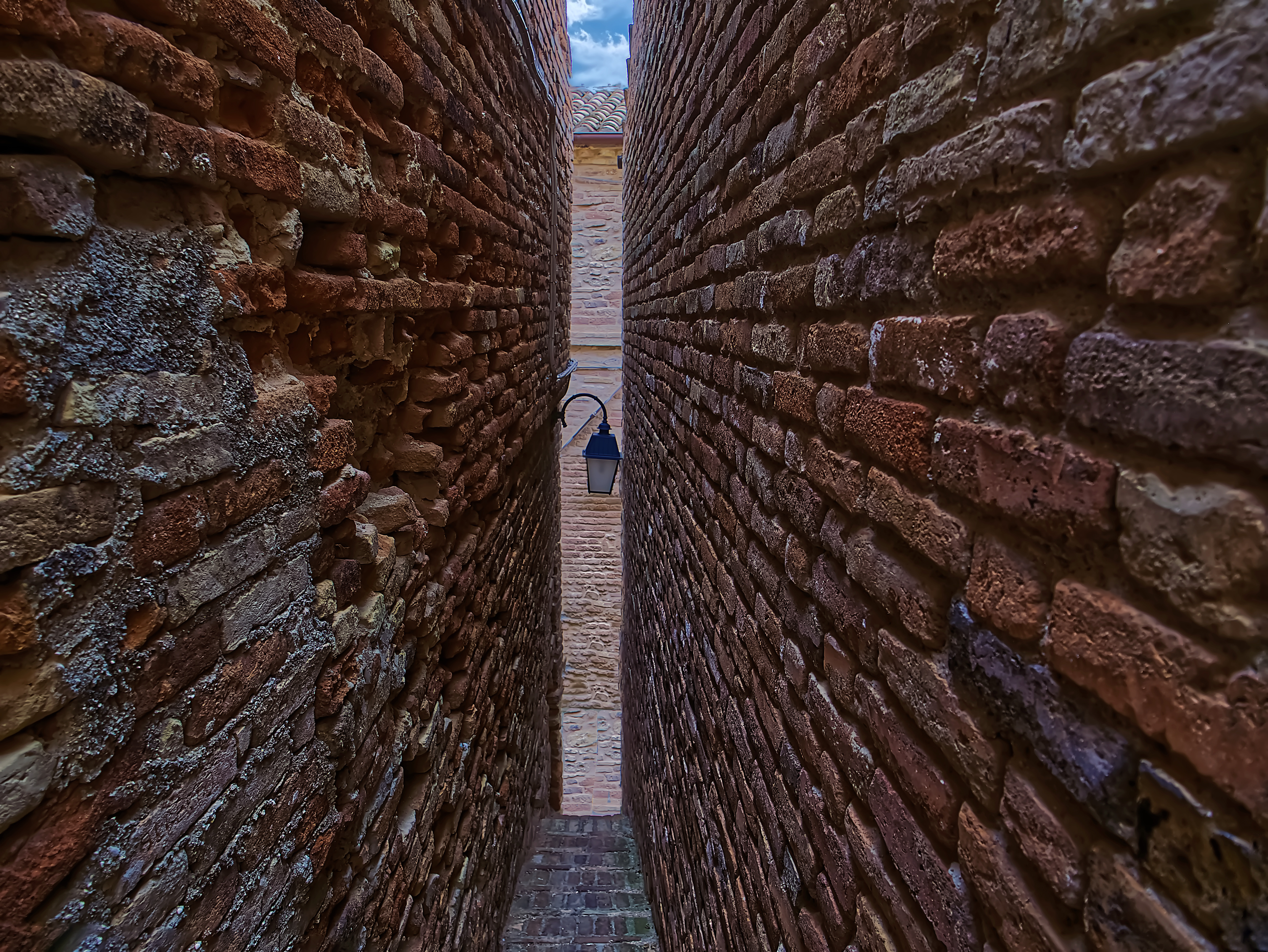
Ripatransone, il vicolo più stretto d'Italia
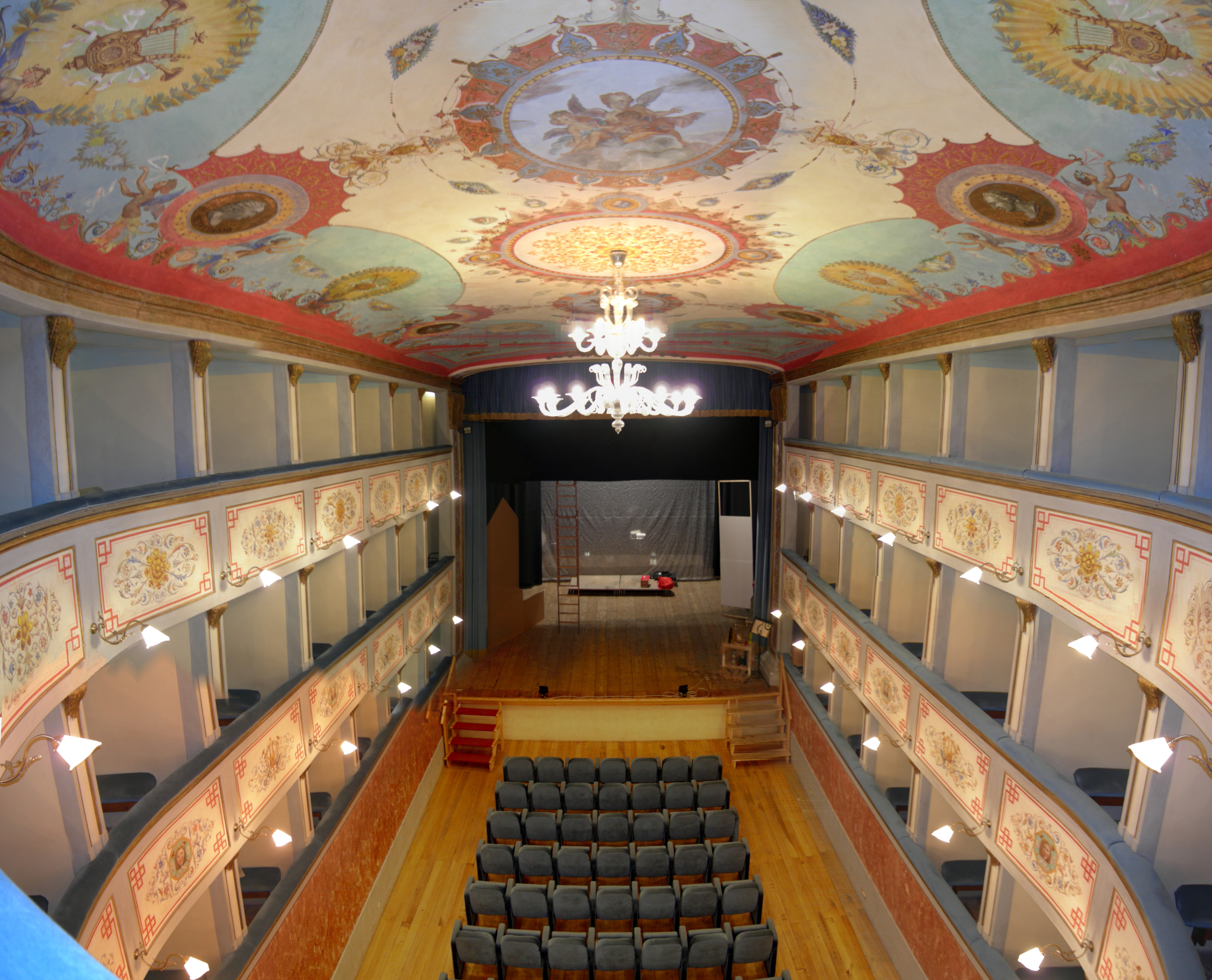
Ripatransone, il Teatro Luigi Mercantini

## Economia

### Agricoltura
Nell'economia agricola prevalgono la produzione dell'olio e la vitivinicoltura, si producono il Rosso Piceno (novello e Superiore)  il Falerio dei Colli Ascolani, Vino Pecorino. Diversi gli allevamenti di suini, avicoli, bovini e ovini.

### Pesca
Di notevole importanza è il Porto di San Benedetto del Tronto, l'unico nella Riviera delle Palme, un polo peschereccio e turistico di primaria importanza nazionale, per decenni è stato il principale porto peschereccio d'Italia,, di vitale importanza era la pesca oceanica, quella sambendettese era una delle marinerie più importanti nel mondo della pesca oceanica, con la sua flottiglia di oltre 90 pescherecci oceanici, sebbene in continuo calo, il porto e la marineria sambenedettese, per quantità di pesce pescato e numero di pescherecci e uno dei maggiori mercati ittici d'Italia.

### Turismo
Il turismo, prettamente estivo, rappresenta senza dubbio l'attività economica predominante della Riviera delle Palme, grazie al clima mediterraneo benigno, con estati calde ma non eccessivamente afose, e alla bellezze naturali dei luoghi e delle località. Sebbene presenti un turismo prettamente balneare, molto importante e in evoluzione è il turismo culturale ed eno-gastronomico, che si distribuisce lungo tutti i mesi dell'anno, specie nell'entroterra sambenedettese e nell'entroterra piceno. La ricettività lungo la costa è caratterizzata da una forte stagionalità che vede l'apertura della maggior parte delle strutture per un periodo che si snoda attraverso la primavera e l'estate per arrivare all'autunno. Dopo gli eventi sismici del 2016 e 2017 il turismo ha subito una forte contrazione.

#### Luoghi storici del turismo balneare

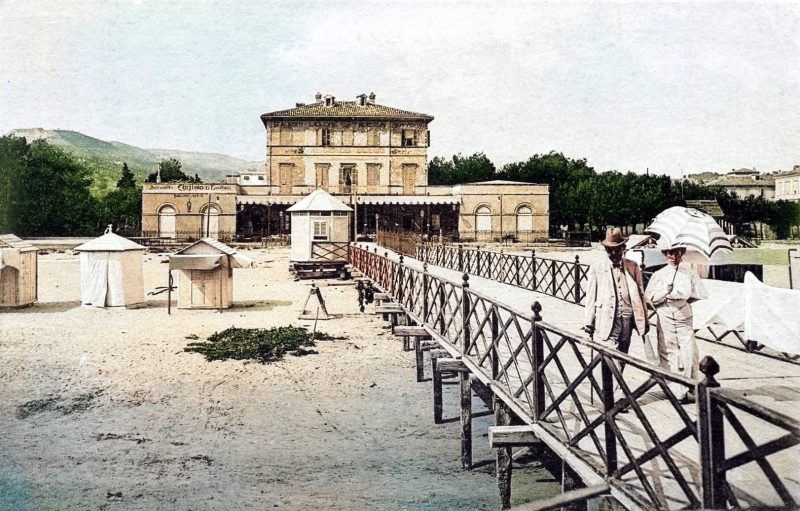
San Benedetto del Tronto, “Stabilimento di Bagni Marini”

- Stabilimento di Bagni Marini di San Benedetto del Tronto: nato nel 1865 come stabilimento balneare, il primo della città, che è fra i più antichi stabilimenti baleneari Italiani,situato in Viale Bruno Buozzi, oggi è adibito a civile abitazione. [51]
- Kursaal di Grottammare: nato nel 1873 come stabilimento balneare, il palazzo Kursaal venne trasformato negli anni 50 nel Dancing più conosciuto della riviera.
- Hotel Progresso di San Benedetto del Tronto: edificio in stile Liberty è stato inaugurato il 15 luglio 1923, contribuì a rafforzare l'immagine della città come località balneare.
- Palazzina Azzurra: inaugurata nel 1934, nasce come sede del Club del Tennis e del Circolo Forestieri, per diventare poi centro di aggregazione per turisti e cittadini, e prima sede dell’Azienda di soggiorno per il Turismo.

| Anno | S.Benedetto Tr. | Grottammare | Cupra Marittima | Tot. presenze |
| ---- | --------------- | ----------- | --------------- | ------------- |
| 2000 | 1.635.044       | 424.951     | 253.521         | 2.313.516     |
| 2001 | 1.688.557       | 451.783     | 247.620         | 2.387.960     |
| 2002 | 1.688.871       | 468.173     | 242.505         | 2.404.664     |
| 2003 | 1.654.896       | 485.308     | 244.709         | 2.384.913     |
| 2004 | 1.610.918       | 490.760     | 231.985         | 2.333.663     |
| 2005 | 1.616.588       | 460.429     | 230.833         | 2.307.850     |
| 2006 | 1.710.834       | 468.614     | 236.849         | 2.466.688     |
| 2007 | 1.763.066       | 493.043     | 260.357         | 2.516.466     |
| 2009 | 1.826.218       | 502.431     | 192.738         | 2.521.387     |
| 2010 | 1.897.845       | 506.694     | 220.539         | 2.175.078     |
| 2011 | 1.861.735       | 479.950     | 243.050         | 2.584.735     |
| 2012 | 2.235.078       | 618.006     | 266.477         | 3.119.561     |
| 2013 | 1.823.714       | 663.877     | 227.455         | 2.715.046     |
| 2014 | 918.747         | 353.733     | 271.344         | 1.543.824     |
| 2015 | 998.997         | 411.679     | 281.113         | 1.691.789     |
| 2016 | N/D             | N/D         | N/D             | N/D           |
| 2017 | N/D             | 301.510     | N/D             | N/D           |
| 2018 | 749.954         | 260.101     | 214.619         | 1.224.674     |
| 2019 | 777.407         | 298.645     | 279.936         | 1.355.988     |
| 2020 | 608.578         | 156.277     | 197.448         | 962.303       |
| 2021 | 708.298         | 243.737     | 269.934         | 1.221.978     |
| 2022 | 809.160         | 508.676     | 305.731         | 1.623.567     |
| 2023 | 866.465         | 280.351     | 375.941         | 1.522.757     |
| 2024 | 825.385         | 282.696     | 439.299         | 1.547.380     |

- I dati dei flussi turistici e di presenze negli esercizi ricettivi, nelle singole località costiere, comprendono le strutture alberghiere e complementari (campeggi, villaggi turistici, forme miste dei campeggi e villaggi turistici, alloggi in affitto gestiti in forma imprenditoriale, alloggi agro-turistici, ostelli per la gioventù, case per ferie e altri esercizi ricettivi).

- Nei dati di San Benedetto del Tronto, c'è da riscontrare la notevole riduzione della sua capienza ricettiva, in quanto, negli anni recenti, gli alberghi in attività sono passati dai 132 degli anni novanta ai 79 di oggi, e la non presenza sul suolo comunale di campeggi e villaggi turistici.[67] Al contrario sono aumentate molto le seconde case di proprietà.[68]

## Tradizioni e folclore

### Manifestazioni
- febbraio: Storici carnevali di Offida[69] e di San Benedetto del Tronto.[70]
- aprile: Ottava di Pasqua a Ripatransone. Festa in onore della Madonna di San Giovanni, con il Cavallo di fuoco, un'antica (1682) tradizione di spettacolo pirotecnico realizzato tramite la sagoma di un cavallo imbottito di petardi esplosi in aria e tra la folla.[71]  il Cristo Morto è una sacra rappresentazione del Venerdì Santo, che si svolge ogni tre anni a Grottammare.
- maggio-giugno-luglio: L'Antico e le Palme di San Benedetto del Tronto è la mostra mercato dell'antiquariato più grande della Riviera. Nata a San Benedetto nel 1991 si svolge quattro volte l'anno con 200 espositori che provengono da tutta Europa.[72] Scultura Viva  Organizzato a giugno di ogni anno nell'ambito del MAM (Museo d'Arte sul Mare), che si sviluppa lungo i 1.150 metri del molo sud del porto di San Benedetto del Tronto.[73]
- luglio-agosto: Festa Madonna della Marina di San Benedetto del Tronto è uno degli eventi principali dell'estate sambenedettese, si svolge l'ultima domenica di luglio e consiste in una processione in mare con i pescherecci, in cui i pescatori rendono omaggio alla Madonna della Marina, a conclusione della festa vi è il tradizionale spettacolo pirotecnico. Il Palio del pattino Nato per promuovere lo sport in mare, valorizzando le tradizioni locali per non perderne la memoria, il Palio del pattino di Grottammare, si svolge alla fine di luglio, si disputa su mosconi in legno condotti da due rematori; esso è stato intitolato a Maurizio Pignotti, giovane grottammarese scomparso a causa di un incidente stradale e vincitore della competizione con i colori del rione “Stazione” nel 1999, anno della prima edizione. La gara ha luogo in uno specchio d'acqua delimitato da boe, sorvegliato da giudici e regolamentato da norme dettagliate. Il percorso copre una distanza di 5 miglia marine, con partenza e arrivo dalla spiaggia antistante il Kursaal edificio storico di Grottammare. Come nelle antiche competizioni medievali, in occasione del Palio la città si suddivide in 14 rioni, ciascuno distinto da stemma e colori propri.[74][75] I primi di agosto a Monteprandone si tiene la sagra delle olive fritte all'ascolana e dello spezzatino di muflone.
- agosto: Sponsalia ad Acquaviva Picena, primi giovedì, venerdì e domenica del mese. Rievocazione storica del matrimonio di Forasteria degli Acquaviva e Rinaldo dei Brunforte a.d. 1234.[76]
- ottobre: San Benedetto martire festa del patrono della città di San Benedetto del Tronto, per molti anni è stata organizzata ogni ultimo sabato di maggio, ma dal 2008 si è tornati a celebrarla nella data di origine, il 13 ottobre giorno esatto a cui si fa risalire nell'anno 304, il martirio del soldato romano.[77]
- novembre: Fiera di San Martino di Grottammare, di origini antichissime, originariamente a carattere agricolo, oggi ha un aspetto più di festa popolare, con l'intera cittadina invasa da venditori ambulanti che offrono mercanzia di ogni tipo. Il 28 novembre si festeggia  Il patrono di Monteprandone San Giacomo
- dicembre-gennaio: Presepe vivente di Grottammare, Natale al borgo di San Benedetto del Tronto e Presepe in piazza di Ripatransone.[78]

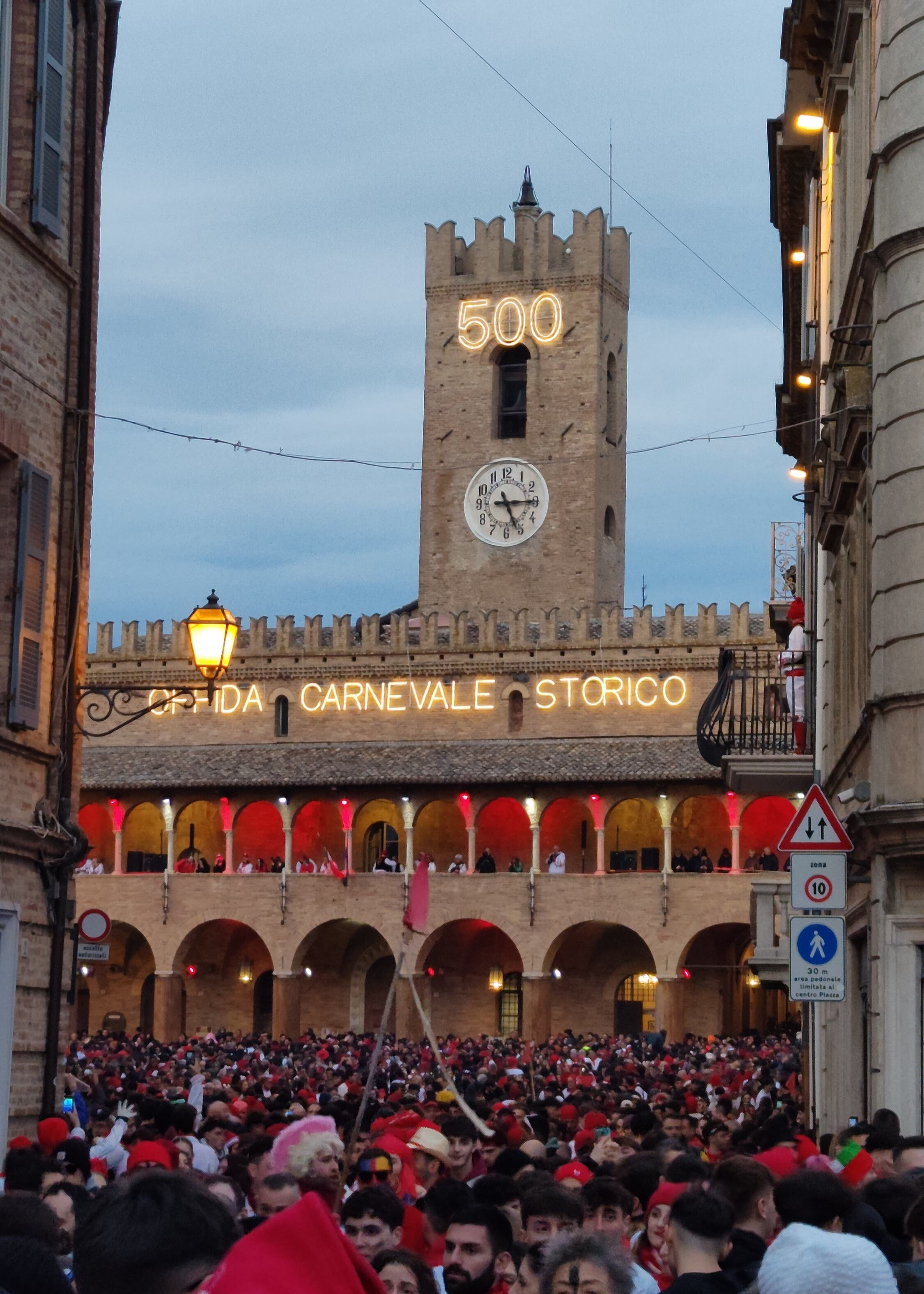
Offida, il Carnevale
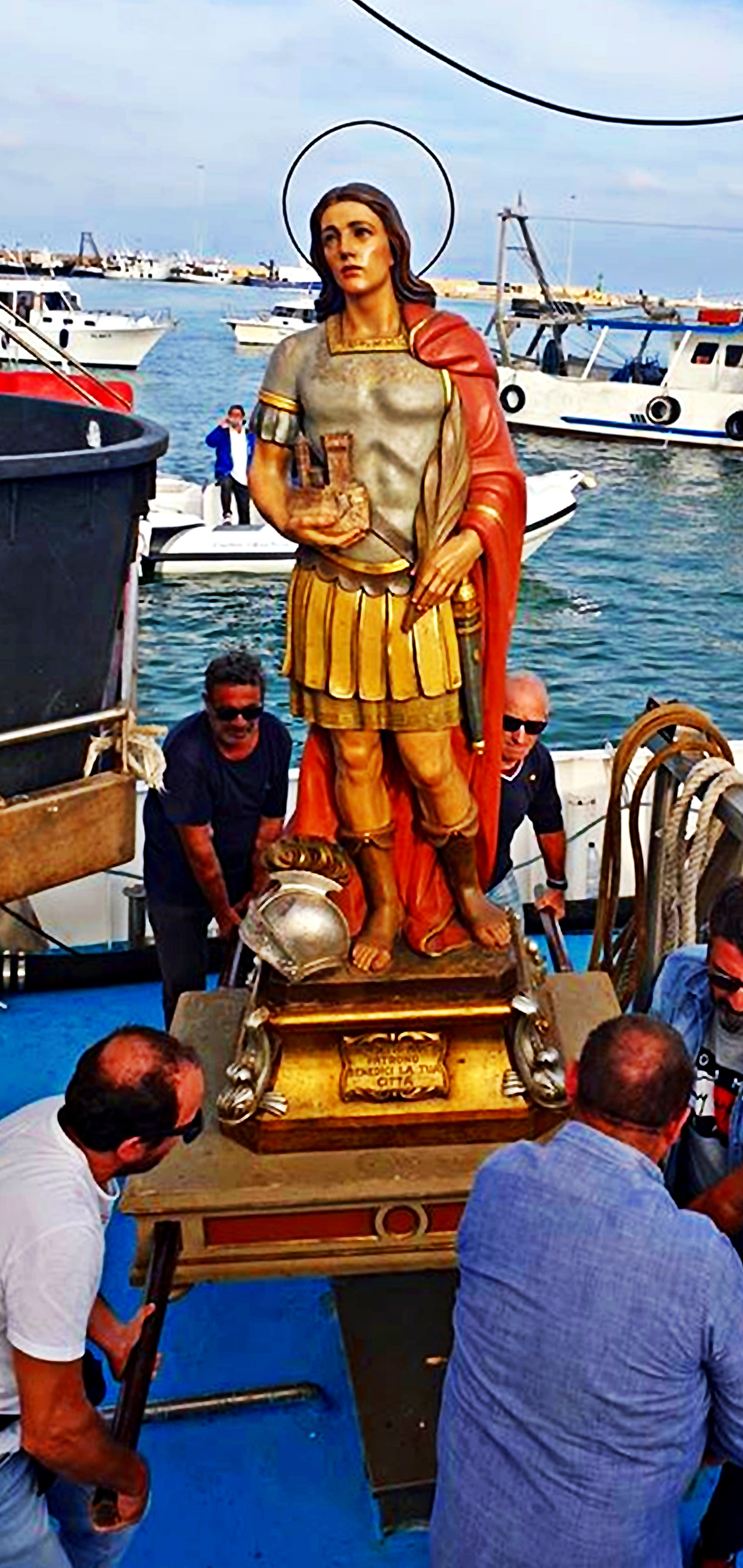
San Benedetto del Tronto, rievocazione storica del martirio di San Benedetto, patrono della città
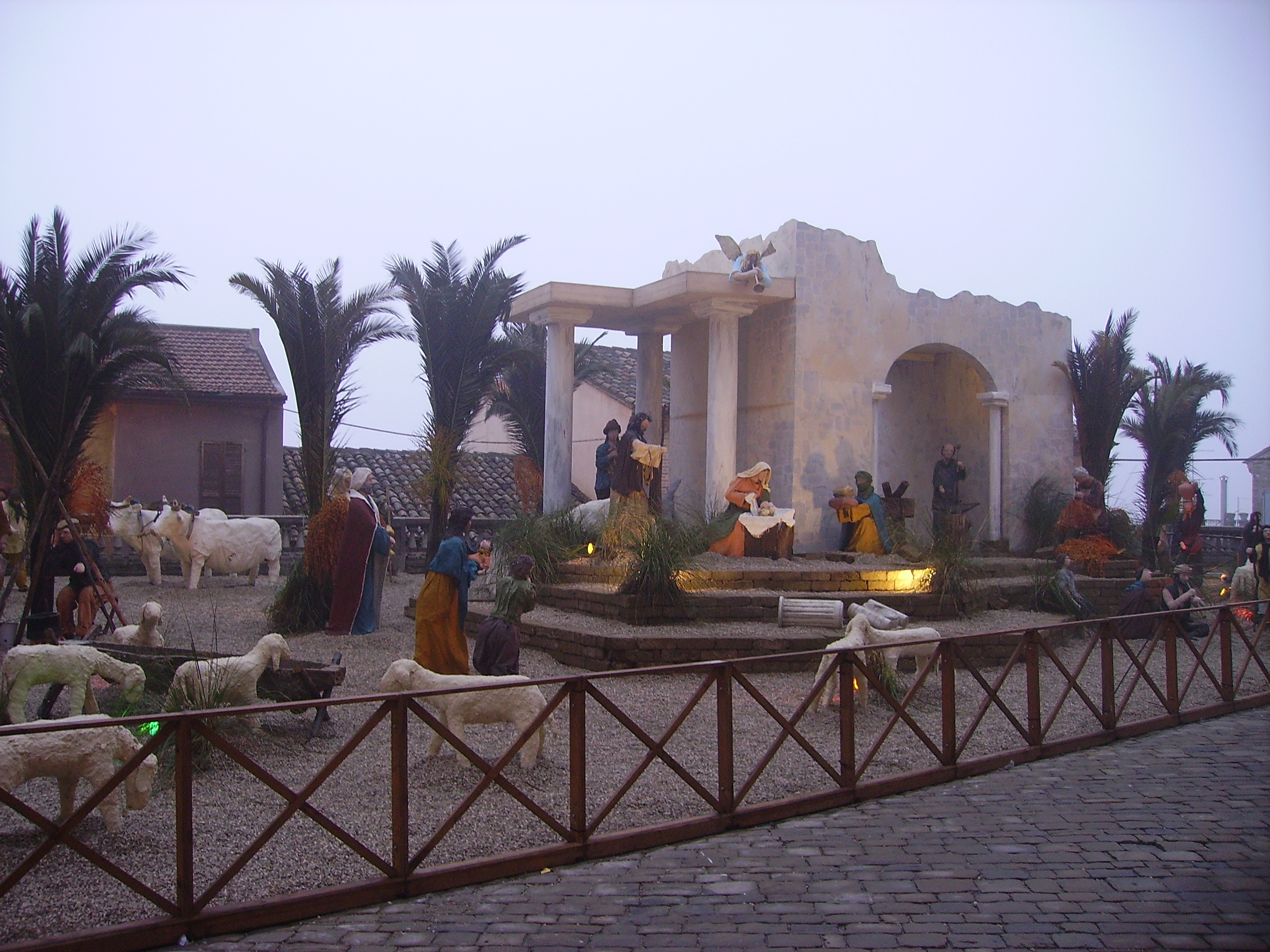
Ripatransone, il Presepe in piazza

## Trasporti e vie di comunicazione

### Strade ed autostrade
Sul territorio della Riviera delle Palme è presente una autostrada e un raccordo autostradale.
- l'autostrada A14, detta anche autostrada Adriatica, percorre il litorale toccando le città di Grottammare e San Benedetto del Tronto;
- Il raccordo autostradale 11 (RA 11), detta anche superstrada Ascoli-Mare, che collega Ascoli Piceno all'autostrada Adriatica, l'entroterra piceno con la Riviera delle Palme e termina a San Benedetto del Tronto;

La strada statale 16 Adriatica percorre tutta la Riviera. Nella tratta fra Cupra Marittima e San Benedetto del Tronto percorre l'interno dei centri abitati, per brevi tratti, scorre a livello del mare costeggiando la ferrovia Adriatica verso il confine abruzzese.
La strada statale 4 Via Salaria (SS 4) che collega Roma al mare Adriatico, il suo percorso segue quello dell'antica via Salaria; percorre tutta la provincia di Ascoli Piceno e termina nel comune di San Benedetto del Tronto.
Numerose le strade provinciali che collegano l'entroterra con le località costiere della Riviera.

### Ferrovie
La Riviera delle Palme è attraversata dalla linea ferroviaria Adriatica e dalla ferrovia Ascoli Piceno-San Benedetto del Tronto. Sono presenti 5 stazioni ferroviarie: 
- San Benedetto del Tronto:
  - stazione di San Benedetto del Tronto
  - stazione di Porto d'Ascoli
- Grottammare:
  - stazione di Grottammare
- Cupra Marittima:
  - stazione di Cupramarittima
- Monteprandone
  - Stazione di Monteprandone (in località Centobuchi)

### Porti
L'unico porto presente nella Riviera è il Porto di San Benedetto del Tronto, di importanza rilevante sia a livello commerciale che in ambito turistico.

### Piste ciclabili
La Riviera presenta una cospicuo numero di piste ciclabili. Una pista ciclabile di circa 18 km, che costeggia la spiaggia e che unisce i comuni di San Benedetto del Tronto, Grottammare e Cupra Marittima.
La pista ciclabile della Riviera delle Palme è inserita nel Corridoio Verde Adriatico, la pista ciclabile che costeggia la riviera adriatica e che attraversa sette regioni dal Friuli-Venezia Giulia alla Puglia.
Dalla Ciclovia Adriatica (nei pressi della Riserva naturale regionale Sentina) si dirama poi la Ciclovia Salaria, un percorso ciclistico che, una volta completato, andrà a collegare la costa adriatica con Roma e con la costa tirrenica (a Ostia) seguendo da vicino l'itinerario dell'antica Via Salaria.